# Monitor (DC Comics)
Monitor è un personaggio immaginario creato dallo scrittore Marv Wolfman e dal disegnatore George Pérez come uno dei personaggi principali della serie crossover del 1985 Crisi sulle Terre infinite edita negli Stati Uniti d'America dalla DC Comics ma il personaggio esordì anche in numerose serie della DC Comics dal 1982, tre anni prima che il crossover iniziasse.

## Genesi del personaggio

### Origini
Tredici miliardi di anni fa, il Multiverso nacque a causa della manomissione della creazione dell'universo da parte di Krona, uno scienziato del pianeta Maltus che stava tentando di vedere l'inizio dell'universo. Come risultato delle sue azioni, un infinito numero di universi paralleli sono stati portati all'esistenza fianco a fianco, separati solo da minuscole differenze vibrazionali, nessuna delle quali forte come il singolo universo che esisteva prima. L'esperimento di Krona lo ha reso un multiverso invece di un singolo universo.
Monitor è nato sulla Luna di Oa, apparentemente come l'incarnazione vivente di tutti gli universi positivi della materia. Uno di questi universi era composto interamente di antimateria e sulla luna della controparte di Oa, Qward, nacque invece un essere che sarebbe diventato noto come Anti-Monitor.

### La lunga guerra
Mentre il malvagio Anti-Monitor conquistava il suo universo, Monitor lo osservava, e quando l'Anti-Monitor intuì la sua presenza, iniziarono a combattere attraverso la barriera dimensionale in una guerra durata un milione di anni.
Un attacco simultaneo li rese entrambi inconsci e rimasero immobili per più di nove miliardi di anni finché Monitor sentì la sua controparte malvagia svegliarsi, come risultato di un altro esperimento sulla creazione dell'universo da parte di un altro scienziato, diventato noto come Pariah, che portò alla distruzione di quell'universo. Monitor trovò questo scienziato e lo usò per seguire il percorso di distruzione dell'Anti-Monitor nella sua astronave appena creata.
Mentre l'Anti-Monitor consumava mondi con la sua antimateria distruttiva, aumentando così il suo potere mentre il suo universo di antimateria si espandeva per colmare il "vuoto" che era stato lasciato dalla perdita dell'universo, Monitor si indeboliva. 
Studiò ogni universo per trovare i mezzi per combattere l'Anti-Monitor ma, anche se furono minacciati innumerevoli universi, si prese il tempo per salvare una ragazza orfana, l'unica sopravvissuta di un naufragio, e la portò sulla sua nave. Quella ragazza, Lyla, è cresciuta fino a diventare Harbinger, che ricevette grandi poteri da Monitor. 
Monitor ha fornito a molti super-cattivi la sua tecnologia, presumibilmente per denaro ma in realtà come un modo per testare gli eroi e i cattivi della Terra e scoprire quali avrebbero potuto aiutare la sua causa.

### Crisi sulle Terre infinite
Quando l'onda dell'antimateria dell'Anti-Monitor ha iniziato ad avvicinarsi alle Terre principali del Multiverso, Monitor ha diretto Harbinger per rintracciare una forza iniziale di quindici eroi e cattivi specifici dei quali Monitor aveva bisogno per combattere il suo nemico (questo gruppo iniziale includeva Kal-L, Dottor Polaris, Dawnstar, Firebrand, Geo-Force, Obsidian, Cyborg, Killer Frost (con la mente temporaneamente alterata per renderla più accomodante), Firestorm, Psico-Pirata, Solovar, Blue Beetle, Psimon, Lanterna Verde e Arion). Spiegò loro cosa stava succedendo e li mandò a proteggere i giganteschi dispositivi a forma di torre che aveva creato in diversi luoghi nello spazio e nel tempo; il suo piano era di unire le Terre sopravvissute in una singola che potesse resistere all'attacco dell'Anti-Monitor. Mandò anche Harbinger a recuperare il neonato Alexander Luthor, Jr., l'unico sopravvissuto della Terra-Tre, che riteneva sarebbe stato di inestimabile aiuto.
Quando Harbinger è tornata, una delle sue incarnazioni è stata attaccata da uno dei demoni ombra dell'Anti-Monitor, e quella corruzione l'ha portata ad attaccare ed uccidere Monitor. Tuttavia, lui aveva previsto l'attacco e usato la sua morte per alimentare le macchine che avrebbero spinto Terra-Uno e Terra-Due in un netherverse creato dalle energie liberate dalla sua stessa morte, salvandole dall'inarrestabile parete dell'antimateria di Anti-Monitor. Lasciò a Lyla un messaggio registrato dove le spiegava che lei e gli eroi del Multiverso avrebbero completato il lavoro e preservato i mondi prima che la loro vibrazione rallentasse fino a un punto in cui si sarebbero distrutti l'un l'altro come se fossero nello stesso posto simultaneamente.
Harbinger ha preso l'eredità di Monitor e, con l'aiuto di Pariah, Alexander e tutti gli eroi e i malvagi sopravvissuti delle varie Terre, alla fine sconfisse l'Anti-Monitor all'alba dei tempi, e poi nel suo universo di antimateria, salvando l'universo rinato dalle sue predazioni. Queste azioni hanno portato a un "riavvio" del multiverso come un singolo universo, creando un amalgama delle cinque Terre sopravvissute che possedevano la forza per resistere all'attacco dell'Anti-Monitor.
L'esistenza dell'intrigante ma benevolo Monitor è stata apparentemente dimenticata da tutti tranne i suoi più stretti collaboratori a causa del cambiamento della storia.

### I Monitor
Durante gli eventi di Crisi infinita (Infinite Crisis), Alexander Luthor, Jr. ravviva il multiverso, dividendo le Terre fuse, nello sforzo di trovare una "terra perfetta" perché credeva che la Terra sopravvissuta fosse corrotta. Il suo piano è sventato da Conner Kent, che distrugge la torre che Luthor ha creato per scheggiare la Terra. Il nuovo ri-collasso delle Terre ha portato ad un eccesso di energia che ha creato un multiverso completamente nuovo composto da 52 Terre identiche. Luthor usò l'armatura dell'Anti-Monitor per ricreare il Multiverso facendo proliferare tutti gli universi clonati ognuno con il proprio "Monitor" personale. Come risultato della presenza di mondi con storie diverse, i "Monitor" ora lavorano come una mente collettiva per prevenire l'interazione tra gli universi che potrebbe portare ad una nuova crisi.

### Crisi finale
Una nuova origine metafisica per i Monitor viene successivamente fornita durante la Crisi finale.
È stato rivelato che lo stesso Monitor non era altro che una sonda inviata da un essere invisibile ma potente, un Overmonitor, il Monitor Originale, un essere incorporeo e insondabile di immaginazione senza limiti che divenne consapevole del concetto di storie inciampando nel Multiverso originale, che esisteva come una lesione minuta al suo interno. Volendo comprenderlo pienamente, ha creato una sonda che gli ha permesso di interagire coi neo-universi. Corrotta dalla pura complessità del Multiverso, la sonda è stata divisa in due esseri simmetrici e complementari: il Monitor e l'Anti-Monitor, un essere di puro benessere e un essere di puro male che combattono l'uno contro l'altro, come raccontato in Crisi sulle Terre infinite.
Il tentativo di conoscere e mappare l'universo è stato considerato un successo parziale, come dopo la morte e la rinascita dell'Universo da Dax Novu, il primogenito dei Monitor (non si sa ancora se Dax Novu avrebbe dovuto essere lo stesso Monitor o una successiva creazione dell'Overmonitor). Una nuova razza di Monitor è stata generata: questi Monitor, resi ognuno diverso accettando il concetto di tempo e mortalità, divennero una razza di vampiri cosmici, banchettando e avendo bisogno di storie per sopravvivere. Nel loro mondo crebbe nel tempo un fascino per la mitologia di Superman, la prima storia che hanno imparato a conoscere, impiegando un Pensierobot, un robot con le sembianze del Superman originale (la versione Terra-Uno) per proteggerli dalle minacce. Lo stesso concetto di tempo e mortalità e il disgusto represso che il Monitor originale aveva per i germi, gli esseri viventi nel Multiverso, trasformarono Dax Novu in Mandrakk, il Monitor Oscuro, la negazione della vita stessa. Superman, risvegliatosi all'interno del robot di puro pensiero, sconfigge Mandrakk / Dax Novu. Più tardi, una diversa incarnazione di Mandrakk (Rox Ogama), combatte suo figlio, Nix Uotan, e viene ucciso durante la Crisi finale dalle Lanterne Verdi.
Alla fine, Superman ritorna dal suo viaggio nel mondo dei Monitor e guarisce il Multiverso danneggiato con una replica della Macchina dei Miracoli. Nix Uotan, ora con l'aspetto di un essere umano che vive a Metropolis, conserva il suo ruolo di unico collegamento tra l'Overmonitor e il Multiverso.

### Multiversity
Durante la miniserie scritta da Grant Morrison, si scopre che tutta la razza dei monitor si è estinta e l'unico superstite dei monitor è Nix Uotan, che svolge la funzione di protettore dell'intero universo.

### Altri fumetti
Monitor appare nei numeri 12, 18 e 35 della serie a fumetti per bambini, Tiny Titans.
Nella serie a fumetti Smallville Miniseries, continuazione a fumetti della serie TV Smallville, i Monitor svolgono ruoli di primo piano e viene rivelato che i Monitor non sono benevoli, ma stanno attivamente perseguendo la distruzione del Multiverso.

## Altri media
Monitor, "un essere extraterrestre di potenza infinita" è apparso nell'evento crossover dell'Arrowverse del 2018 chiamato "Elseworlds" sul canale The CW dove è stato interpretato dall'attore afroamericano LaMonica Garrett.
Nel 2019 sarà la causa della Crisi in tutti i mondi dell'Arrowverse, nonché di altre serie e film DC collegati più o meno direttamente, per strutturare un nuovo multiverso.